# Austerocardiochiles rugosus
Austerocardiochiles rugosus är en stekelart som först beskrevs av Telenga 1955.  Austerocardiochiles rugosus ingår i släktet Austerocardiochiles och familjen bracksteklar. Inga underarter finns listade.